# Magnus Andersson i Gripenberg
Magnus Andersson, i riksdagen kallad Andersson i Gripenberg, född 6 mars 1822 i Gällaryds församling, Jönköpings län, död där 27 november 1901, var en svensk hemmansägare och riksdagsman. Han var farfar till Arvid Wenker.
Andersson var ägare till hemmanet Gripenberg i Gällaryds församling. Han var nämndeman, kommunalman och landstingsman. Andersson var riksdagsman i andra kammaren för Östbo härad i Jönköpings län 1876–1878 och 1882–1884.